# 2023-as Leagues Cup
A 2023-as Leagues Cup volt a 3. alkalommal megrendezett észak-amerikai nemzetközi labdarúgókupa, melyen az MLS és a Liga MX csapatai (összesen 47) vehettek részt.
A bajnoki trófeát az amerikai Inter Miami szerezte meg, a kupa történetében először. A gólkirályi címet Lionel Messi nyerte el. A három legjobb helyezést elért klub automatikusan kvalifikálta magát a 2024-es CONCACAF-bajnokok ligájába, az Inter Miami bajnokcsapata egyenesen a nyolcaddöntőbe jutott.

## Csapatok
Az amerikai bajnokságnál az alapszakaszt, míg a mexikói bajnokságnál az összesített tabellát vették figyelembe. 29 észak-amerikai és 18 mexikói csapat vett részt a tornán. A 2022-es MLS győztese (Los Angeles) és a Liga MX győztese (Pachuca) egyenesen a tizenhatoddöntőbe kvalifikált. 
| Csapat                 | Helyezés |
| ---------------------- | -------- |
| Los Angeles            | 1        |
| Philadelphia Union     | 2        |
| Montréal               | 3        |
| Austin                 | 4        |
| New York City          | 5        |
| New York Red Bulls     | 6        |
| Dallas                 | 7        |
| LA Galaxy              | 8        |
| Nashville              | 9        |
| Cincinnati             | 10       |
| Minnesota United       | 11       |
| Inter Miami            | 12       |
| Orlando City           | 13       |
| Real Salt Lake         | 14       |
| Portland Timbers       | 15       |
| Columbus Crew          | 16       |
| Vancouver Whitecaps    | 17       |
| Colorado Rapids        | 18       |
| Charlotte              | 19       |
| New England Revolution | 20       |
| Seattle Sounders       | 21       |
| Sporting Kansas City   | 22       |
| Atlanta United         | 23       |
| Chicago Fire           | 24       |
| Houston Dynamo         | 25       |
| San Jose Earthquakes   | 26       |
| Toronto                | 27       |
| DC United              | 28       |
| St. Louis City         | —        |

| Csapat        | Helyezés |
| ------------- | -------- |
| Pachuca       | 1        |
| América       | 2        |
| Tigres UANL   | 3        |
| Monterrey     | 4        |
| Santos Laguna | 5        |
| Cruz Azul     | 6        |
| Puebla        | 7        |
| Guadalajara   | 8        |
| Toluca        | 9        |
| León          | 10       |
| Necaxa        | 11       |
| San Luis      | 12       |
| Atlas         | 13       |
| Mazatlán      | 14       |
| UNAM          | 15       |
| Tijuana       | 16       |
| Juárez        | 17       |
| Querétaro     | 18       |

- A St. Louis City csapata csak 2023-ban csatlakozott az MLS-hez, így 2022-ben nem értek el eredményt.

## Csoportkör
15 csoport volt, minden csoportban 3 csapat. Minden csapat 2 mérkőzést játszott. Az első két helyezett tovább jutott a tizenhatoddöntőbe. 
Ha egy mérkőzés végeredménye nem egyértelmű a rendes játékidő letelte után, tizenegyesekkel döntik el ki nyeri meg a mérkőzést. A rendes idő alatt győzni tudó csapat 3, a büntetőkkel győző 2, a büntetőket elvesztő 1, míg a rendes játékidő alatt vereséget szenvedő csapat 0 pontot kap.
Ha az összes mérkőzés lejátszásra került, és pontegyenlőség lenne két csapat között, akkor a két klub között korábban lejátszott mérkőzés a döntő. 
Ha három klub között van pontegyenlőség, akkor következőképp döntötték el a sorrendet:
1. gólkülönbség
2. több gólt szerző klub
3. kevesebb kapott góllal rendelkező klub
4. Fair-play pontszáma: 
  1. első sárga lap: –1 pont
  2. második sárga lap (indirekt piros lap): –3 pont (az első sárgát ilyenkor nem számolják már bele)
  3. direkt piros lap: –3 pont
  4. sárga lap és egy direkt piros lap: –4 pont
5. egy rájátszás, amelyet a rendezőbizottság szervez

A mérkőzések július 21. és 31. között kerültek megrendezésre. A mérkőzéseknél feltüntetett időpontok EDT időzónában értendőek.
A félkövérrel jelölt csapatok jutottak tovább, míg a dőlten írtak kiestek.

### Nyugati 1. csoport
A  Tigres UANL csapata 6 pontot, a   Portland Timbers 3 pontot, míg a  San Jose Earthquakes 0 pontot szerzett.
| 2023. július 22. 22:00 (19:00 UTC−7) |

| Portland Timbers     | 2–0 | San Jose Earthquakes |
| -------------------- | --- | -------------------- |
| Evander 33' Mora 86' |     |                      |

| Providence Park, Portland, Oregon Nézőszám: 21 137 Játékvezető: Víctor Alfonso Cáceres Hernández |

| 2023. július 26. 22:00 (19:00 UTC−7) |

| Tigres UANL           | 2–1 | Portland Timbers |
| --------------------- | --- | ---------------- |
| Gignac 42' Angulo 80' |     | Evander 24'      |

| Providence Park, Portland, Oregon Nézőszám: 21 755 Játékvezető: Walter López |

| 2023. július 30. 23:00 (20:00 UTC−7) |

| Tigres UANL   | 1–0 | San Jose Earthquakes |
| ------------- | --- | -------------------- |
| Gorriarán 19' |     |                      |

| PayPal Park, San José, Kalifornia Nézőszám: 17 449 Játékvezető: Marcos de Oliveira |

### Nyugati 2. csoport
A  Monterrey csapata 6 pontot, a   Real Salt Lake 3 pontot, míg a  Seattle Sounders 0 pontot szerzett.
| 2023. július 22. 21:30 (19:30 UTC−6) |

| Real Salt Lake                    | 3–0 | Seattle Sounders |
| --------------------------------- | --- | ---------------- |
| Savarino 48' Arango 51' Rubin 88' |     |                  |

| America First Field, Sandy, Utah Nézőszám: 10 507 Játékvezető: Guillermo Pacheco |

| 2023. július 26. 21:30 (19:30 UTC−6) |

| Monterrey                 | 3–0 | Real Salt Lake |
| ------------------------- | --- | -------------- |
| Glad 8' Berterame 13' 74' |     |                |

| America First Field, Sandy, Utah Nézőszám: 20 734 Játékvezető: Rosendo Mendoza |

| 2023. július 30. 21:00 (18:00 UTC−7) |

| Monterrey                                      | 4–2 | Seattle Sounders     |
| ---------------------------------------------- | --- | -------------------- |
| Berterame 31' 45+2' (11-esből) 63' Cortizo 48' |     | Lodeiro 2' Morris 6' |

| Lumen Field, Seattle, Washington Nézőszám: 33 508 Játékvezető: Bryan López |

### Nyugati 3. csoport
A  León csapata 5 pontot, a   Vancouver Whitecaps 4 pontot, míg a  LA Galaxy 0 pontot szerzett.
| 2023. július 21. 22:30 (19:30 UTC−7) |

| León                     | 2–2   | Vancouver Whitecaps |
| ------------------------ | ----- | ------------------- |
| Moreno 23' Hernández 77' |       | Córdova 44' 57'     |
| Büntetőpárbaj            |       |                     |
|                          | 16–15 |                     |

| BC Place Stadion, Vancouver, Brit Columbia Nézőszám: 17 391 Játékvezető: Fernando Guerrero |

| 2023. július 26. 22:30 (19:30 UTC−7) |

| LA Galaxy | 0–1 | León     |
| --------- | --- | -------- |
|           |     | Mena 58' |

| Dignity Health Sports Park, Carson, Kalifornia Nézőszám: 20 776 Játékvezető: Juan Calderón |

| 2023. július 20. 21:00 (18:00 UTC−7) |

| LA Galaxy | 1–2 | Vancouver Whitecaps      |
| --------- | --- | ------------------------ |
| Puig 16'  |     | Calegari 81' White 90+1' |

| Dignity Health Sports Park, Carson, Kalifornia Nézőszám: 14 787 Játékvezető: Walter López |

### Közép 1. csoport
A  Columbus Crew csapata 6 pontot, a   América 3 pontot, míg a  St. Louis City 0 pontot szerzett.
| 2023. július 23. 19:30 |

| Columbus Crew                          | 2–1 | St. Louis City   |
| -------------------------------------- | --- | ---------------- |
| Zelarayán 11' Hernández 29' (11-esből) |     | Russell-Rowe 85' |

| Lower.com Field, Columbus, Ohio Nézőszám: 20 533 Játékvezető: Reon Radix |

| 2023. július 27. 22:00 (21:00 UTC−5) |

| América                                         | 4–0 | St. Louis City |
| ----------------------------------------------- | --- | -------------- |
| Martín 5' Quiñones 51' Álvarez 54' Zendejas 77' |     |                |

| City Park, St. Louis, Missouri Nézőszám: 22 430 Játékvezető: Selvin Brown |

| 2023. július 31. 20:00 |

| América     | 1–4 | Columbus Crew                                          |
| ----------- | --- | ------------------------------------------------------ |
| Álvarez 29' |     | Hernández 41' 69' (11-esből) Ramirez 81' Moreira 90+3' |

| Lower.com Field, Columbus, Ohio Nézőszám: 20 217 Játékvezető: Fernando Guerrero |

### Közép 2. csoport
A  Chicago Fire csapata 4 pontot, a   Minnesota United 3 pontot, míg a  Puebla 2 pontot szerzett.
| 2023. július 23. 21:00 (20:00 UTC−5) |

| Puebla | 0–4 | Minnesota United                  |
| ------ | --- | --------------------------------- |
|        |     | Hlongwane 24' 51' Reynoso 59' 65' |

| Allianz Field, St. Paul, Minnesota Nézőszám: 19 609 Játékvezető: Selvin Brown |

| 2023. július 27. 20:30 (19:30 UTC−5) |

| Minnesota United  | 2–3 | Chicago Fire                                  |
| ----------------- | --- | --------------------------------------------- |
| Hlongwane 62' 73' |     | Shaqiri 69' (11-esből) Souquet 79' Kamara 83' |

| Allianz Field, St. Paul, Minnesota Nézőszám: 18 419 Játékvezető: Nima Saghafi |

| 2023. július 31. 20:30 (19:30 UTC−5) |

| Puebla        | 1–1  | Chicago Fire |
| ------------- | ---- | ------------ |
| Angulo 74'    |      | Shaqiri 79'  |
| Büntetőpárbaj |      |              |
|               | 10–9 |              |

| SeatGeek Stadion, Bridgeview, Illinois Nézőszám: 12 619 Játékvezető: Jesús López Valle |

### Közép 3. csoport
A  Cincinnati csapata 5 pontot, a   Sporting Kansas City 4 pontot, míg a  Guadalajara 0 pontot szerzett.
| 2023. július 23. 19:30 |

| Cincinnati                                       | 3–3 | Sporting Kansas City                        |
| ------------------------------------------------ | --- | ------------------------------------------- |
| Pulskamp 34' Vazquez 56' Acosta 90+8' (11-esből) |     | Hagglund 9' Rosero 12' Kinda 69' (11-esből) |
| Büntetőpárbaj                                    |     |                                             |
|                                                  | 4–2 |                                             |

| TQL Stadion, Cincinnati, Ohio Nézőszám: 24 524 Játékvezető: Daniel Quintero Huitrón |

| 2023. július 27. 20:00 |

| Guadalajara | 1–3 | Cincinnati        |
| ----------- | --- | ----------------- |
| Briseño 61' |     | Vazquez 2' 8' 73' |

| TQL Stadion, Cincinnati, Ohio Nézőszám: 25 143 Játékvezető: Benjamin Pineda |

| 2023. július 31. 22:00 (21:00 UTC−5) |

| Guadalajara | 0–1 | Sporting Kansas City |
| ----------- | --- | -------------------- |
|             |     | Russell 27'          |

| Children’s Mercy Park, Kansas City, Kansas Nézőszám: 20 373 Játékvezető: Lukasz Szpala |

### Közép 4. csoport
A  Toluca csapata 6 pontot, a   Nashville 3 pontot, míg a  Colorado Rapids 0 pontot szerzett.
| 2023. július 23. 20:30 (19:30 UTC−5) |

| Nashville                   | 2–1 | Colorado Rapids |
| --------------------------- | --- | --------------- |
| Mukhtar 57' Shaffelburg 65' |     | Gutman 80'      |

| Geodis Park, Nashville, Tennessee Nézőszám: 16 087 Játékvezető: David Gómez |

| 2023. július 27. 20:30 (19:30 UTC−5) |

| Nashville                              | 3–4 | Toluca                                          |
| -------------------------------------- | --- | ----------------------------------------------- |
| Zimmerman 3' Picault 38' Haakenson 70' |     | Ruiz 27' 44' Volpi 45+8' (11-esből) Morales 61' |

| Geodis Park, Nashville, Tennessee Nézőszám: 19 817 Játékvezető: Ricardo Montero |

| 2023. július 31. 21:30 (19:30 UTC−6) |

| Toluca                                                  | 4–1 | Colorado Rapids        |
| ------------------------------------------------------- | --- | ---------------------- |
| Raul 45' López 76' Angulo 90+3' Huerta 90+7' (11-esből) |     | Rubio 90+1' (11-esből) |

| Dick’s Sporting Goods Park, Commerce City, Colorado Nézőszám: 15 388 Játékvezető: Selvin Brown |

### Déli 1. csoport
A  Mazatlán csapata 5 pontot, a   Juárez 4 pontot, míg a  Austin 0 pontot szerzett.
| 2023. július 21. 20:30 (19:30 UTC−5) |

| Austin                  | 1–3 | Mazatlán                         |
| ----------------------- | --- | -------------------------------- |
| Fagúndez 65' (11-esből) |     | Colmán 49' Montaño 67' Bello 88' |

| Q2 Stadion, Austin, Texas Nézőszám: 20 738 Játékvezető: Randy Encarnación Solano |

| 2023. július 25. 20:30 (19:30 UTC−5) |

| Mazatlán      | 1–1 | Juárez       |
| ------------- | --- | ------------ |
| Loba 49'      |     | Intriago 25' |
| Büntetőpárbaj |     |              |
|               | 4–2 |              |

| Q2 Stadion, Austin, Texas Nézőszám: 958 Játékvezető: Víctor Alfonso Cáceres Hernández |

| 2023. július 29. 20:30 (19:30 UTC−5) |

| Austin     | 1–3 | Juárez                     |
| ---------- | --- | -------------------------- |
| Finlay 23' |     | Saucedo 35' García 62' 69' |

| Q2 Stadion, Austin, Texas Nézőszám: 20 738 Játékvezető: Ismael Rosario López |

### Déli 2. csoport
A  Orlando City csapata 5 pontot, a   Houston Dynamo 3 pontot, míg a  Santos Laguna 1 pontot szerzett.
| 2023. július 21. 20:00 |

| Orlando City  | 1–1 | Houston Dynamo         |
| ------------- | --- | ---------------------- |
| McGuire 46'   |     | Bászí 45+5' (11-esből) |
| Büntetőpárbaj |     |                        |
|               | 5–4 |                        |

| Exploria Stadion, Orlando, Florida Nézőszám: 14 005 Játékvezető: Filip Dujic |

| 2023. július 25. 20:00 (19:00 UTC−5) |

| Santos Laguna               | 2–2 | Houston Dynamo       |
| --------------------------- | --- | -------------------- |
| Preciado 45' 62' (11-esből) |     | Baird 14' Dorsey 26' |
| Büntetőpárbaj               |     |                      |
|                             | 4–5 |                      |

| Shell Energy Stadion, Houston, Texas Nézőszám: 12 627 Játékvezető: Ismael Cornejo |

| 2023. július 29. 19:30 |

| Santos Laguna          | 2–3 | Orlando City                            |
| ---------------------- | --- | --------------------------------------- |
| López 41' Preciado 58' |     | McGuire 44' Pereyra 46' Cartagena 90+2' |

| Exploria Stadion, Orlando, Florida Nézőszám: 16 313 Játékvezető: Victor Rivas |

### Déli 3. csoport
A  Inter Miami csapata 6 pontot, a   Cruz Azul 2 pontot, míg a  Atlanta United 1 pontot szerzett.
| 2023. július 21. 20:00 |

| Cruz Azul  | 1–2 | Inter Miami            |
| ---------- | --- | ---------------------- |
| Antuna 65' |     | Taylor 44' Messi 90+4' |

| DRV PNK Stadion, Fort Lauderdale, Florida Nézőszám: 20 512 Játékvezető: Saíd Martínez |

| 2023. július 25. 19:30 |

| Inter Miami                 | 4–0 | Atlanta United |
| --------------------------- | --- | -------------- |
| Messi 8' 22' Taylor 44' 53' |     |                |

| DRV PNK Stadion, Fort Lauderdale, Florida Nézőszám: 19 758 Játékvezető: Mario Escobar |

| 2023. július 29. 20:00 |

| Cruz Azul     | 1–1 | Atlanta United |
| ------------- | --- | -------------- |
| Moisés 20'    |     | Almada 75'     |
| Büntetőpárbaj |     |                |
|               | 5–4 |                |

| Mercedes-Benz Stadion, Atlanta, Georgia Nézőszám: 41 108 Játékvezető: Oliver Vergara |

### Déli 4. csoport
A  Charlotte csapata 5 pontot, a   Dallas 4 pontot, míg a  Necaxa 0 pontot szerzett.
| 2023. július 21. 20:30 (19:30 UTC−5) |

| Dallas                  | 2–2 | Charlotte                             |
| ----------------------- | --- | ------------------------------------- |
| Kamungo 45' Lletget 75' |     | Świderski 61' (11-esből) Bender 90+7' |
| Büntetőpárbaj           |     |                                       |
|                         | 1–4 |                                       |

| Toyota Stadion, Frisco, Texas Nézőszám: 10 425 Játékvezető: Jorge Abraham Camacho Peregrina |

| 2023. július 25. 20:30 (19:30 UTC−5) |

| Dallas                             | 3–0 | Necaxa |
| ---------------------------------- | --- | ------ |
| Lletget 24' Ansah 62' Ferreira 73' |     |        |

| Toyota Stadion, Frisco, Texas Nézőszám: 6 149 Játékvezető: Joseph Dickerson |

| 2023. július 29. 19:30 |

| Necaxa    | 1–4 | Charlotte                                           |
| --------- | --- | --------------------------------------------------- |
| Poggi 89' |     | Bronico 6' Świderski 42' Arfield 45+7' Agyemang 87' |

| Bank of America Stadion, Charlotte, Észak-Karolina Nézőszám: 29 575 Játékvezető: Guido Gonzales Jr. |

### Keleti 1. csoport
A  Philadelphia Union csapata 6 pontot, a   Querétaro 3 pontot, míg a  Tijuana 0 pontot szerzett.
| 2023. július 22. 20:00 |

| Philadelphia Union                     | 3–1 | Tijuana      |
| -------------------------------------- | --- | ------------ |
| Gazdag 21' (11-esből) Carranza 26' 71' |     | González 46' |

| Subaru Park, Chester, Pennsylvania Nézőszám: 17 731 Játékvezető: Oshane Nation |

| 2023. július 26. 19:30 |

| Philadelphia Union                                               | 5–1 | Querétaro    |
| ---------------------------------------------------------------- | --- | ------------ |
| Gazdag 30' 39' (11-esből) 63' (11-esből) Harriel 43' McGlynn 89' |     | Sandoval 84' |

| Subaru Park, Chester, Pennsylvania Nézőszám: 17 731 Játékvezető: Daneon Parchment |

| 2023. július 30. 19:30 |

| Tijuana | 0–1 | Querétaro     |
| ------- | --- | ------------- |
|         |     | Gularte 45+1' |

| Subaru Park, Chester, Pennsylvania Nézőszám: 1 000 Játékvezető: Abraham de Jesús Contreras |

### Keleti 2. csoport
A  UNAM csapata 4 pontot, a   DC United 3 pontot, míg a  Montréal 2 pontot szerzett.
| 2023. július 22. 19:30 |

| Montréal               | 2–2 | UNAM                          |
| ---------------------- | --- | ----------------------------- |
| Duke 23' Choinière 43' |     | Fernández 88' Montejano 90+1' |
| Büntetőpárbaj          |     |                               |
|                        | 4–2 |                               |

| Saputo Stadion, Montréal, Québec Nézőszám: 19 619 Játékvezető: Keylor Herrera Villalobos |

| 2023. július 26. 19:30 |

| Montréal | 0–1 | DC United   |
| -------- | --- | ----------- |
|          |     | Hurtado 70' |

| Saputo Stadion, Montréal, Québec Nézőszám: 19 619 Játékvezető: Filip Dujic |

| 2023. július 29. 19:00 |

| UNAM                               | 3–0 | DC United |
| ---------------------------------- | --- | --------- |
| Huerta 6' Nathan 42' Fernández 52' |     |           |

| Audi Field, Washington D.C. Nézőszám: 14 599 Játékvezető: Oshane Nation |

### Keleti 3. csoport
A  Atlas csapata 6 pontot, a   New York City 3 pontot, míg a  Toronto 0 pontot szerzett.
| 2023. július 23. 19:00 |

| New York City | 0–1 | Atlas    |
| ------------- | --- | -------- |
|               |     | Rocha 7' |

| Citi Field, New York, New York Nézőszám: 22 267 Játékvezető: Bryan López |

| 2023. július 26. 19:30 |

| New York City                                        | 5–0 | Toronto |
| ---------------------------------------------------- | --- | ------- |
| Chanot 30' Bakrar 45' Rodríguez 45+2' 75' Jasson 56' |     |         |

| Red Bull Arena, Harrison, New Jersey Nézőszám: 7 417 Játékvezető: Guillermo Pacheco |

| 2023. július 30. 19:30 |

| Atlas      | 1–0 | Toronto |
| ---------- | --- | ------- |
| Caicedo 2' |     |         |

| BMO Field, Toronto, Ontario Nézőszám: 24 633 Játékvezető: Nima Saghafi |

### Keleti 4. csoport
A  New York Red Bulls csapata 5 pontot, a   New England Revolution 4 pontot, míg a  San Luis 0 pontot szerzett.
| 2023. július 22. 19:30 |

| New York Red Bulls | 0–0 | New England Revolution |
| ------------------ | --- | ---------------------- |
|                    |     |                        |
| Büntetőpárbaj      |     |                        |
|                    | 4–2 |                        |

| Red Bull Arena, Harrison, New Jersey Nézőszám: 9 139 Játékvezető: Pierre-Luc Lauziere |

| 2023. július 26. 19:30 |

| San Luis      | 1–5 | New England Revolution                   |
| ------------- | --- | ---------------------------------------- |
| Klimowicz 22' |     | Vrioni 15' 39' 60' Bou 29' Domínguez 32' |

| Gillette Stadion, Foxborough, Massachusetts Nézőszám: 12 327 Játékvezető: Rubiel Vazquez |

| 2023. július 30. 19:30 |

| New York Red Bulls | 2–1 | San Luis    |
| ------------------ | --- | ----------- |
| Vanzeir 56' 90+2'  |     | Murillo 69' |

| Red Bull Arena, Harrison, New Jersey Nézőszám: 10 421 Játékvezető: Iván López Sánchez |

## Egyenes kieséses szakasz

### Tizenhatoddöntő
A Los Angeles és a Pachuca csapata csatlakozott a továbbjutókhoz.
| 2023. augusztus 2. 20:00 |

| Inter Miami                          | 3–1 | Orlando City |
| ------------------------------------ | --- | ------------ |
| Messi 7' 72' Martínez 51' (11-esből) |     | Araújo 17'   |

| DRV PNK Stadion, Fort Lauderdale, Florida Nézőszám: 20 181 Játékvezető: Iván Barton |

| 2023. augusztus 2. 21:00 (20:00 UTC−5) |

| Mazatlán    | 1–2 | Dallas                           |
| ----------- | --- | -------------------------------- |
| Montaño 57' |     | Velasco 48' (11-esből) Ansah 75' |

| Toyota Stadion, Frisco, Texas Nézőszám: 6 844 Játékvezető: Oshane Nation |

| 2023. augusztus 2. 21:00 (20:00 UTC−5) |

| Pachuca       | 0–0 | Houston Dynamo |
| ------------- | --- | -------------- |
|               |     |                |
| Büntetőpárbaj |     |                |
|               | 3–5 |                |

| Shell Energy Stadion, Houston, Texas Nézőszám: 10 438 Játékvezető: Edgar Morales Olvera |

| 2023. augusztus 2. 22:30 (19:30 UTC−7) |

| Los Angeles                                                            | 7–1 | Juárez     |
| ---------------------------------------------------------------------- | --- | ---------- |
| Hollingshead 31' Vela 33' 61' Bouanga 52' 66' 78' (11-esből) Ordaz 90' |     | Escoto 47' |

| BMO Stadion, Los Angeles, Kalifornia Nézőszám: 22 041 Játékvezető: Marcos de Oliveira |

| 2023. augusztus 3. 20:00 |

| Atlas                 | 2–2 | New England Revolution |
| --------------------- | --- | ---------------------- |
| García 8' Caicedo 11' |     | Bou 30' 79'            |
| Büntetőpárbaj         |     |                        |
|                       | 7–8 |                        |

| Gillette Stadion, Foxborough, Massachusetts Nézőszám: 9 299 Játékvezető: Fernando Guerrero |

| 2023. augusztus 3. 20:00 |

| Philadelphia Union | 0–0 | DC United |
| ------------------ | --- | --------- |
|                    |     |           |
| Büntetőpárbaj      |     |           |
|                    | 5–4 |           |

| Subaru Park, Chester, Pennsylvania Nézőszám: 17 731 Játékvezető: Rosendo Mendoza |

| 2023. augusztus 3. 20:00 |

| UNAM | 0–1 | Querétaro     |
| ---- | --- | ------------- |
|      |     | Sepúlveda 74' |

| Audi Field, Washington D.C. Nézőszám: 948 Játékvezető: Guido Gonzales Jr. |

| 2023. augusztus 3. 20:00 |

| New York Red Bulls       | 1–0 | New York City |
| ------------------------ | --- | ------------- |
| Fernandez 31' (11-esből) |     |               |

| Red Bull Arena, Harrison, New Jersey Nézőszám: 11 004 Játékvezető: Daniel Quintero Huitrón |

| 2023. augusztus 3. 20:30 (19:30 UTC−5) |

| Charlotte     | 0–0 | Cruz Azul |
| ------------- | --- | --------- |
|               |     |           |
| Büntetőpárbaj |     |           |
|               | 4–3 |           |

| Toyota Stadion, Frisco, Texas Nézőszám: 6 844 Játékvezető: Ismael Cornejo |

| 2023. augusztus 4. 20:00 |

| Columbus Crew                      | 3–3 | Minnesota United             |
| ---------------------------------- | --- | ---------------------------- |
| Amundsen 42' Mățan 51' Ramirez 83' |     | Hlongwane 17' 54' Dotson 90' |
| Büntetőpárbaj                      |     |                              |
|                                    | 3–4 |                              |

| Lower.com Field, Columbus, Ohio Nézőszám: 20 217 Játékvezető: Reon Radix |

| 2023. augusztus 4. 20:00 |

| Cincinnati             | 1–1 | Nashville |
| ---------------------- | --- | --------- |
| Vazquez 85' (11-esből) |     | Godoy 64' |
| Büntetőpárbaj          |     |           |
|                        | 4–5 |           |

| TQL Stadion, Cincinnati, Ohio Nézőszám: 19 911 Játékvezető: Nima Saghafi |

| 2023. augusztus 4. 20:00 (19:00 UTC−5) |

| Chicago Fire | 0–1 | América     |
| ------------ | --- | ----------- |
|              |     | Giménez 64' |

| SeatGeek Stadion, Bridgeview, Illinois Nézőszám: 18 417 Játékvezető: Walter López |

| 2023. augusztus 4. 21:00 (20:00 UTC−5) |

| Toluca                                        | 4–1 | Sporting Kansas City |
| --------------------------------------------- | --- | -------------------- |
| Rosero 29' Raul 32' Morales 54' Domínguez 63' |     | Agada 88'            |

| Children’s Mercy Park, Kansas City, Kansas Nézőszám: 15 121 Játékvezető: Jorge Abraham Camacho |

| 2023. augusztus 4. 21:00 (19:00 UTC−6) |

| León      | 1–3 | Real Salt Lake              |
| --------- | --- | --------------------------- |
| Moreno 8' |     | Musovski 69' 71' Arango 81' |

| America First Field, Sandy, Utah Nézőszám: 17 436 Játékvezető: Benjamin Pineda |

| 2023. augusztus 4. 22:00 (19:00 UTC−7) |

| Monterrey  | 1–0 | Portland Timbers |
| ---------- | --- | ---------------- |
| Meza 45+1' |     |                  |

| Providence Park, Portland, Oregon Nézőszám: 18 770 Játékvezető: Guillermo Pacheco Larios |

| 2023. augusztus 4. 22:30 (19:30 UTC−7) |

| Tigres UANL   | 1–1 | Vancouver Whitecaps |
| ------------- | --- | ------------------- |
| Gignac 53'    |     | Vite 9'             |
| Büntetőpárbaj |     |                     |
|               | 5–3 |                     |

| BC Place Stadion, Vancouver, Brit Columbia Nézőszám: 13 703 Játékvezető: Lukasz Szpala |

### Nyolcaddöntő
| 2023. augusztus 6. 21:30 (20:30 UTC−5) |

| Dallas                                         | 4–4 | Inter Miami                           |
| ---------------------------------------------- | --- | ------------------------------------- |
| Quignon 37' Kamungo 45' Velasco 63' Taylor 68' |     | Messi 6' 85' Cremaschi 65' Farfan 80' |
| Büntetőpárbaj                                  |     |                                       |
|                                                | 3–5 |                                       |

| Toyota Stadion, Frisco, Texas Nézőszám: 19 096 Játékvezető: César Arturo Ramos |

| 2023. augusztus 7. 20:00 |

| Querétaro     | 1–1 | New England Revolution |
| ------------- | --- | ---------------------- |
| Gómez 46'     |     | Bajraktarević 78'      |
| Büntetőpárbaj |     |                        |
|               | 4–3 |                        |

| Gillette Stadion, Foxborough, Massachusetts Nézőszám: 8 895 Játékvezető: Daniel Quintero Huitrón |

| 2023. augusztus 7. 22:00 (21:00 UTC−5) |

| Charlotte               | 2–1 | Houston Dynamo |
| ----------------------- | --- | -------------- |
| Agyemang 80' Micael 81' |     | Baird 10'      |

| Shell Energy Stadion, Houston, Texas Nézőszám: 9 188 Játékvezető: Pierre-Luc Lauziere |

| 2023. augusztus 8. 20:00 |

| Philadelphia Union | 1–1 | New York Red Bulls |
| ------------------ | --- | ------------------ |
| Harriel 68'        |     | Manoel 4'          |
| Büntetőpárbaj      |     |                    |
|                    | 4–3 |                    |

| Subaru Park, Chester, Pennsylvania Nézőszám: 10 279 Játékvezető: Víctor Alfonso Cáceres Hernández |

| 2023. augusztus 8. 20:00 (19:00 UTC−5) |

| América                              | 2–2 | Nashville                    |
| ------------------------------------ | --- | ---------------------------- |
| Valdés 78' Quiñones 90+4' (11-esből) |     | Zimmerman 61' Surridge 90+9' |
| Büntetőpárbaj                        |     |                              |
|                                      | 5–6 |                              |

| Geodis Park, Nashville, Tennessee Nézőszám: 24 662 Játékvezető: Selvin Brown |

| 2023. augusztus 8. 20:30 (19:30 UTC−5) |

| Toluca               | 2–2 | Minnesota United          |
| -------------------- | --- | ------------------------- |
| Huerta 66' Volpi 75' |     | Rosales 13' Hlongwane 32' |
| Büntetőpárbaj        |     |                           |
|                      | 2–4 |                           |

| Allianz Field, St. Paul, Minnesota Nézőszám: 18 187 Játékvezető: Victor Rivas |

| 2023. augusztus 8. 22:00 (21:00 UTC−5) |

| Tigres UANL | 0–1 | Monterrey                |
| ----------- | --- | ------------------------ |
|             |     | Canales 90+7' (11-esből) |

| Shell Energy Stadion, Houston, Texas Nézőszám: 20 104 Játékvezető: Ismail Elfath |

| 2023. augusztus 8. 22:00 (19:00 UTC−7) |

| Los Angeles                            | 4–0 | Real Salt Lake |
| -------------------------------------- | --- | -------------- |
| Bouanga 52' 56' Ordaz 62' Krasztev 84' |     |                |

| BMO Stadion, Los Angeles, Kalifornia Nézőszám: 17 728 Játékvezető: Rubiel Vazquez |

### Negyeddöntő
| 2023. augusztus 11. 20:30 |

| Inter Miami                                              | 4–0 | Charlotte |
| -------------------------------------------------------- | --- | --------- |
| Martínez 12' (11-esből) Taylor 32' Malanda 78' Messi 86' |     |           |

| DRV PNK Stadion, Fort Lauderdale, Florida Nézőszám: 20 368 Játékvezető: Ismail Elfath |

| 2023. augusztus 11. 20:30 (19:30 UTC−5) |

| Nashville                                               | 5–0 | Minnesota United |
| ------------------------------------------------------- | --- | ---------------- |
| Moore 39' Bunbury 44' Muyl 50' Surridge 53' Mukhtar 59' |     |                  |

| Geodis Park, Nashville, Tennessee Nézőszám: 19 915 Játékvezető: Juan Calderón |

| 2023. augusztus 11. 21:09 |

| Philadelphia Union       | 2–1 | Querétaro     |
| ------------------------ | --- | ------------- |
| Bueno 10' Donovan 90+11' |     | Sepúlveda 65' |

| Subaru Park, Chester, Pennsylvania Nézőszám: 17 731 Játékvezető: Mario Escobar |

| 2023. augusztus 11. 23:00 (20:30 UTC−7) |

| Los Angeles                      | 2–3 | Monterrey                                          |
| -------------------------------- | --- | -------------------------------------------------- |
| Bouanga 2' (11-esből) Bogusz 42' |     | Canales 68' (11-esből) Palencia 80' Funes Mori 88' |

| Rose Bowl, Pasadena, Kalifornia Nézőszám: 15 649 Játékvezető: Saíd Martínez |

### Elődöntő
| 2023. augusztus 15. 19:00 |

| Philadelphia Union | 1–4 | Inter Miami                               |
| ------------------ | --- | ----------------------------------------- |
| Bedoya 73'         |     | Martínez 3' Messi 20' Alba 45+3' Ruiz 84' |

| Subaru Park, Chester, Pennsylvania Nézőszám: 19 778 Játékvezető: Daniel Quintero Huitrón |

| 2023. augusztus 15. 21:30 (20:30 UTC−5) |

| Monterrey | 0–2 | Nashville                  |
| --------- | --- | -------------------------- |
|           |     | Surridge 67' Picault 90+6' |

| Geodis Park, Nashville, Tennessee Nézőszám: 27 732 Játékvezető: Walter López |

### Bronzmérkőzés
| 2023. augusztus 19. 18:00 |

| Philadelphia Union             | 3–0 | Monterrey |
| ------------------------------ | --- | --------- |
| Bueno 1' Uhre 45+2' Bedoya 69' |     |           |

| Subaru Park, Chester, Pennsylvania Nézőszám: 17 731 Játékvezető: Juan Calderón |

A Philadelpia Union csapata szerezte meg a bronzérmet, így ők kvalifálták magukat a 2024-es CONCACAF-bajnokok ligájába.

### Döntő
| 2023. augusztus 19. 20:00 (CDT) |

| Nashville     | 1–1  | Inter Miami |
| ------------- | ---- | ----------- |
| Picault 57'   |      | Messi 23'   |
| Büntetőpárbaj |      |             |
|               | 9–10 |             |

| Geodis Park, Nashville, Tennessee Nézőszám: 30 109 Játékvezető: Ismail Elfath (USA) |

Az Inter Miami csapata nyerte meg a kupát.

## Góllövőlista
| Helyezés | Játékos              | Csapat                 | Gólok |
| -------- | -------------------- | ---------------------- | ----- |
| 1        | Lionel Messi         | Inter Miami            | 10    |
| 2        | Bongokuhle Hlongwane | Minnesota United       | 7     |
| 3        | Denis Bouanga        | Los Angeles            | 6     |
| 4        | Germán Berterame     | Monterrey              | 5     |
| 4        | Brandon Vazquez      | Cincinnati             | 5     |
| 6        | Gazdag Dániel        | Philadelphia Union     | 4     |
| 6        | Robert Taylor        | Inter Miami            | 4     |
| 8        | Gustavo Bou          | New England Revolution | 3     |
| 8        | Cucho Hernández      | Columbus Crew          | 3     |
| 8        | Josef Martínez       | Inter Miami            | 3     |
| 8        | Fafà Picault         | Nashville              | 3     |
| 8        | Harold Preciado      | Santos Laguna          | 3     |
| 8        | Sam Surridge         | Nashville              | 3     |
| 8        | Giacomo Vrioni       | New England Revolution | 3     |